# Autoroute Meishin
L'autoroute Meishin (名神高速道路, Meishin Kōsoku-dōro), longue de 193,9 km, est une autoroute à péage au Japon. Elle va d'une jonction avec l'autoroute Tōmei à Nagakute, Aichi (en banlieue de Nagoya), jusqu'à l'ouest de Nishinomiya, Hyōgo (entre Osaka et Kobe). Il s’agit de la liaison routière principale entre Osaka et Nagoya et elle constitue, avec l’autoroute Tōmei, la liaison routière principale entre Osaka et Tokyo. À l’est de l'autoroute Chūgoku près d’Osaka, elle fait partie du réseau routier asiatique. 
La partie située à l'est de l'échangeur 29 (Yōkaichi) appartient à la Central Nihon Expressway Company ; le reste appartient à la West Nippon Expressway Company. 

## Histoire
L'autoroute Meishin a été la première voie rapide au Japon, avec une section entre Osaka et Kyoto ouverte le 16 juillet 1963. 
L'autoroute Meishin est parallèle a la vieille Nakasendō entre Kyoto et Nagoya, maintenant les routes 8 et 21. La voie express Shin-Meishin est une voie en cours de construction reliant Osaka à Nagoya, située entre les deux autres routes à grande vitesse, reliant l'autoroute Shin-Tōmei (via l'autoroute Isewangan) et la voie express Sanyō. Elle est à peu près parallèle à la vieille Tōkaidō (Route 1). 
Lors du séisme de 1995 à Kobe le 17 janvier 1995, l'autoroute Meishin a été légèrement endommagée, mais elle ne pouvait être utilisée que par les véhicules d'urgence plusieurs semaines après le séisme. C'était le seul lien direct qui restait entre Osaka et Kobe pendant un certain temps après le séisme.

## Itinéraire et sorties
(juin 2019).